# Trachycephalus quadrangulum
Trachycephalus quadrangulum es una especie de anfibio anuro de la familia Hylidae. Habita en Ecuador y Perú. Los científicos lo han visto entre 20 y 350 metros sobre el nivel del mar.
La rana adulta macho mide 5.3 a 7.7 cm de largo y la hembra 6.0 a 8.1 cm. La cabeza es más ancha que larga. La piel es de color gris o marrón con manchas marrones en el dorso.